# Halithea hystrix
Halithea hystrix är en ringmaskart som beskrevs av Jean-Baptiste Lamarck 1818. Halithea hystrix ingår i släktet Halithea och familjen Aphroditidae. Inga underarter finns listade i Catalogue of Life.